# Базонкур
Базонку́р (фр. Bazoncourt) — коммуна на северо-востоке Франции, регион Гранд-Эст (бывший Эльзас — Шампань — Арденны — Лотарингия), департамент Мозель. Входит в кантон Панж.

## Географическое положение

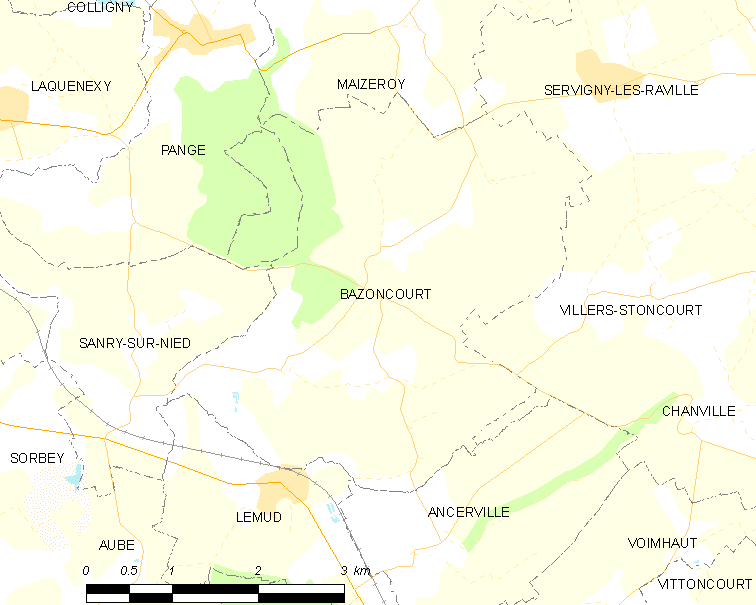
Базонкур на карте Франции.

Базонкур расположен в 300 км к востоку от Парижа и в 16 км к юго-востоку от Меца. Включает Безонкур, Берлиз и Вокремон, а также две фермы Френуа и Форшо и мельницу.

## История
- Впервые Бозони-Куртис («поле Бозона») упоминается в 875 году.
- Базонкур входил в регион Сльнуа мозельских земель. Вокремон входил в округ Сен-Пьер.
- Владение аббатств Сент-Глоссенд и Сен-Пьер-де-Мец.
- Разграблен и сожжён в 1404 и 1444 годах. Замок разрушен в 1677 году герцогом Карлом V Лотаринским.
- Последним сеньором Безонкура был М. де Куртан.
- В 1790—1794 годах в коммуну вошли Форшо и Френуа. Будучи в Москве, Наполеон 21 сентября 1812 года объединил Берлиз и Вокремон с Базонкуром.

## Демография
По переписи 2011 года в коммуне проживало 499 человек.

## Достопримечательности
- Бывший замок XIV века разрушен в 1709 году.
- Бывшая мельница, известна с 875 года; ныне винодельческий дом.
- Церковь Сен-Кристоф в Базонкуре/Санри-сюр-Нье, XVIII века на месте романской церкви.
- Часовня Сен-Матьё-де-Берлиз, XIV век, много раз перестраивалась, наиболее сохранились хоры.